# Adèle e l'enigma del faraone
Adèle e l'enigma del faraone (Les Aventures extraordinaires d'Adèle Blanc-Sec) è un film del 2010 diretto da Luc Besson, ed è liberamente basato sul primo e quarto volume della serie a fumetti Le straordinarie avventure di Adèle Blanc-Sec, ideata nel 1976 dall'autore francese Jacques Tardi. La protagonista, Adèle Blanc-Sec, è interpretata da Louise Bourgoin.

## Trama
È il 4 novembre 1911. Durante la sperimentazione di tecniche telepatiche, l'anziano e brillante scienziato Marie-Joseph Esperandieu fa schiudere un uovo di pterodattilo di 135 milioni di anni custodito nella Galleria di Paleontologia e d'Anatomia Comparata; la creatura provoca la morte di un ex prefetto, una ballerina di can can e l'autista del loro taxi, che precipita nella Senna. L'incidente, al quale assiste il solo Choupard, mette in moto una catena di presunti avvistamenti della creatura, allorché il presidente Armand Fallières ordina che il caso sia considerato di massima urgenza dalla Polizia di Stato, finendo per essere affidato all'ispettore Léonce Caponi.
Nel frattempo Adèle Blanc-Sec, giovane e intrepida scrittrice-giornalista, si reca in Egitto per recuperare la mummia di Patmosis, medico personale di Ramses II dalle conoscenze illimitate, e riportarla in vita con l'aiuto di Esperandieu, allo scopo di salvare Agathe, sua gemella. Cinque anni prima, durante una partita di tennis, Agathe venne colpita alla fronte, cadendo, lo spillone che portava finisce per trafiggerle la nuca fino alla fronte, mandandola in coma. Dopo una breve lotta contro la sua nemesi, il misterioso professor Dieuleveult, e aver recuperato la mummia del medico, Adèle torna a Parigi ma scopre che Esperandieu è in carcere, condannato a morte dopo essere stato scoperto dalle forze dell'ordine con lo pterodattilo nell'appartamento (Esperandieu era riuscito a scoprire il segreto per far tornare in vita creature morte da secoli, e il suo intento era quello di provare la tecnica sullo pterodattilo per essere sicuro di non commettere sbagli una volta che Adèle fosse tornata dall'Egitto). Dopo vari travestimenti falliti, Adèle ritrova lo pterodattilo all'orto botanico Jardin des Plantes grazie ad Andrej Zborowski, un giovane ricercatore innamorato di lei, e in sella alla creatura libera lo scienziato pochi istanti prima dell'esecuzione. Il noto cacciatore Justin de Saint-Hubert colpisce la creatura e rimane ferito anche Esperandieu: infatti, essendo stato colui che gli aveva donato la vita, i due sono legati e se uno di loro viene ferito ne risente anche l'altro. Adèle porta a casa lo scienziato, il quale inizia il rituale e le spiega anche che se fosse riuscito a farsi dare le chiavi dallo spirito del morto, la mummia sarebbe risorta; con un ultimo sforzo, Esperandieu compie l'incantesimo e subito dopo muore.
Patmosis si sveglia, saluta garbatamente Adèle e le spiega di essere un ingegnere e fisico nucleare della corte del faraone, non il medico che ella credeva, non essendo stato sepolto a fianco del faraone; Adèle gli racconta il tragico incidente avvenuto ad Agathe, e lui le spiega che l'incantesimo dello scienziato è stato talmente forte da svegliare sicuramente anche altre mummie. I due si dirigono con Agathe al Museo del Louvre, dove sono esposte le mummie della corte di Ramses II il quale, dopo aver ascoltato le accorate parole di Adèle (che si sente colpevole per quanto accaduto), offre il consulto dei suoi medici, che riescono a guarire Agathe. Il faraone decide quindi di approfittarne per vedere la città insieme alla sua intera corte, spaventando ancora una volta lo sfortunato Choupard, ma poi le mummie decidono di tornare in Egitto. Adèle decide di prendersi una vacanza di qualche settimana e si imbarca sulla nave RMS Titanic mentre Dieuleveult, che ha inviato lì alcuni suoi uomini, osserva e sorride maliziosamente.
In una scena a metà dei titoli di coda, il botanico Ménard insegue Saint-Hubert con un fucile, ancora indignato per il fatto che il cacciatore abbia sparato allo pterodattilo. Ménard viene arrestato da Caponi, che dice a Saint-Hubert di non muoversi e che tornerà presto coi rinforzi, mentre il cacciatore viene fissato da due gorilla.

## Produzione

### Sviluppo
Il lungometraggio è liberamente basato sul primo e quarto volume della bande dessinée Le straordinarie avventure di Adèle Blanc-Sec, ideata nel 1976 dall'autore francese Jacques Tardi, pubblicata in Francia e in Belgio dalla casa editrice Casterman; in Italia è stata distribuita da LaFeltrinelli.

Nel gennaio 2008 l'EuropaCorp (casa di produzione cinematografica di Luc Besson e Pierre-Ange Le Pogam) annunciò l'acquisto dei diritti per la produzione del film, comunicando l'intenzione di adattare la serie a fumetti per il cinema creando una trilogia. Il nome del regista rimase anonimo fino a maggio 2009 quando, durante la 62ª edizione del Festival di Cannes, Luc Besson rivelò l'intenzione di dirigere l'adattamento:
(Virginie Besson-Silla)
Luc Besson raccontò di aver scoperto il fumetto già all'età di 16/17 anni, grazie a un regalo di suo padre. Dai primi anni 2000 cercò di mettersi in contatto con Jacques Tardi, e solo dopo sei lunghi anni di discussioni e negoziati (venne a conoscenza dell'annullamento del progetto nonché del fermo desiderio dell'autore di non voler più saperne) il regista riuscì a convincerlo a dare il via libera. Una volta acquistati i diritti, Besson iniziò a scrivere la sceneggiatura.

### Casting

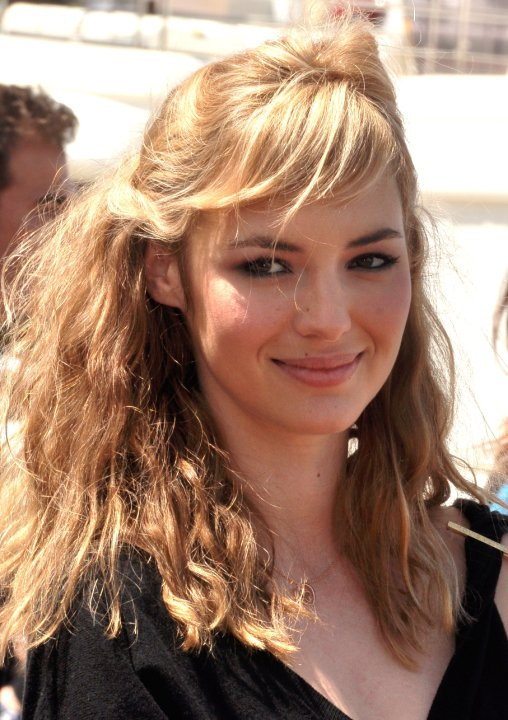
Louise Bourgoin, interprete di Adèle Blanc-Sec

Il 15 maggio 2009 venne annunciato che Louise Bourgoin avrebbe interpretato la protagonista. Luc Besson spiegò di averla scelta dopo averla notata l'anno prima nel film La Fille de Monaco, poiché grazie al suo talento si adattava perfettamente al personaggio di Adèle Blanc-Sec. L'attrice raccontò di essere stata contattata da Besson per la prima volta nel dicembre 2008, e dopo aver letto la sceneggiatura ha immediatamente accettato.
Tra i primi attori ad entrare nel cast ci fu anche Mathieu Amalric: Besson disse di apprezzarlo molto, definendo prodigiosa la sua interpretazione in Lo scafandro e la farfalla, e descrivendolo come uno dei migliori attori della sua generazione. Per il personaggio dell'ispettore Léonce Caponi venne stato scelto Gilles Lellouche, che Besson aveva già incontrato nel 2003 sul set di Pourkoi... passkeu. Il produttore francese ha spiegato di non avergli chiesto di prendere 30 chili in due mesi come fece Scorsese con De Niro per Toro scatenato, ma di aver risolto il problema del peso semplicemente usando dei cuscini, cosa che sul set ha creato anche situazioni comiche.
Tra maggio e giugno il casting si completò con l'ingaggio degli attori Philippe Nahon, per il personaggio del professor Ménard, scienziato del museo di storia naturale; Nicolas Giraud, per il ruolo di Andrej Zborowski, giovane assistente del professor Ménard; Jean-Paul Rouve, per il ruolo di Justin de Saint-Hubert, esperto di safari, che accetta l'incarico di catturare il rettile dalle autorità francesi; Jacky Nercessian, per interpretare Marie-Joseph Espérandieu, un amico del professor Ménard; Laure de Clermont-Tonnerre, per Agathe Blanc-Sec, la sorella di Adèle caduta in coma; Christophe Dimitri Réveille, Frédérique Bel, Moussa Maaskri e Éric Naggar.

### Riprese

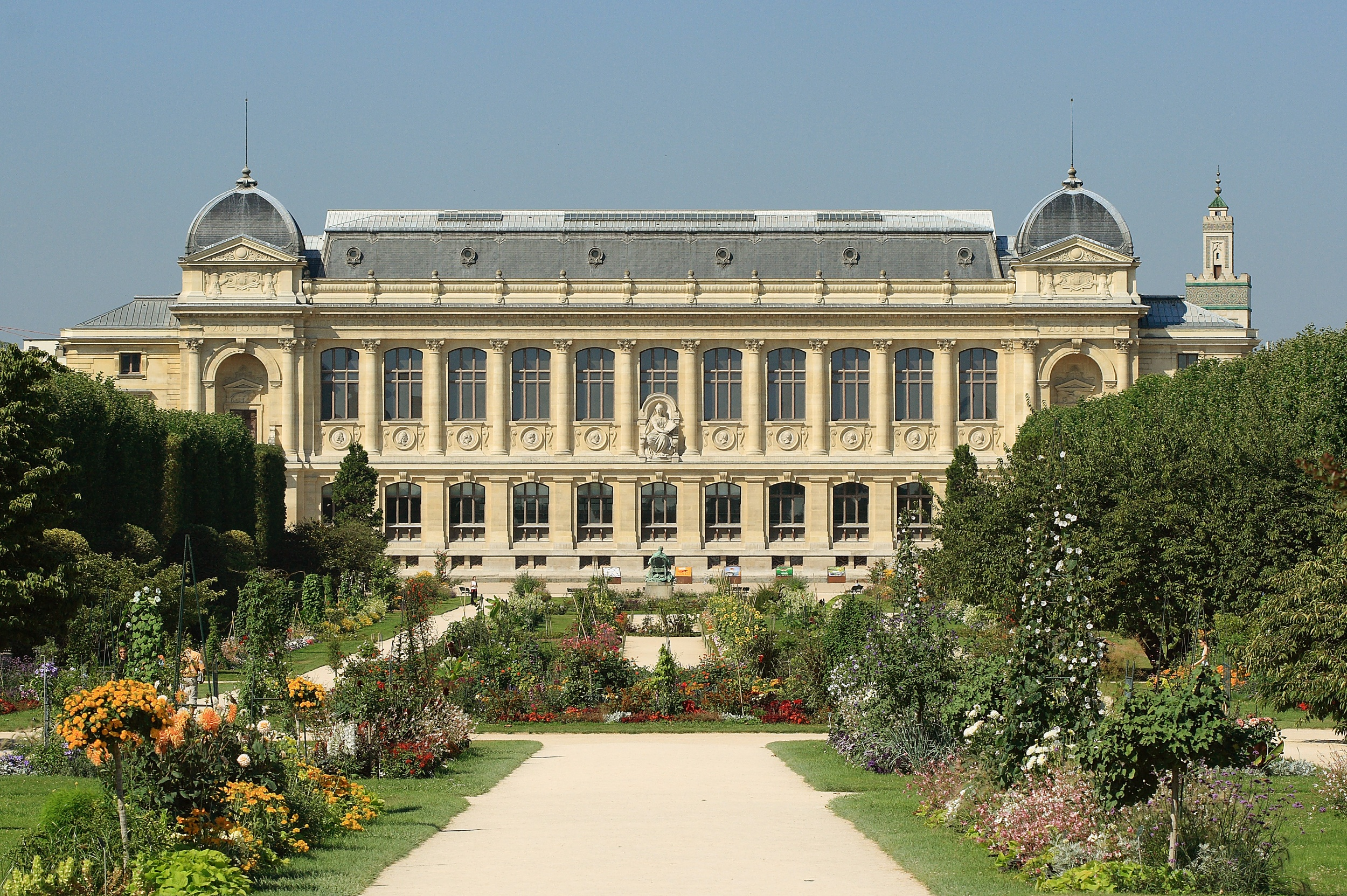
Jardin des Plantes

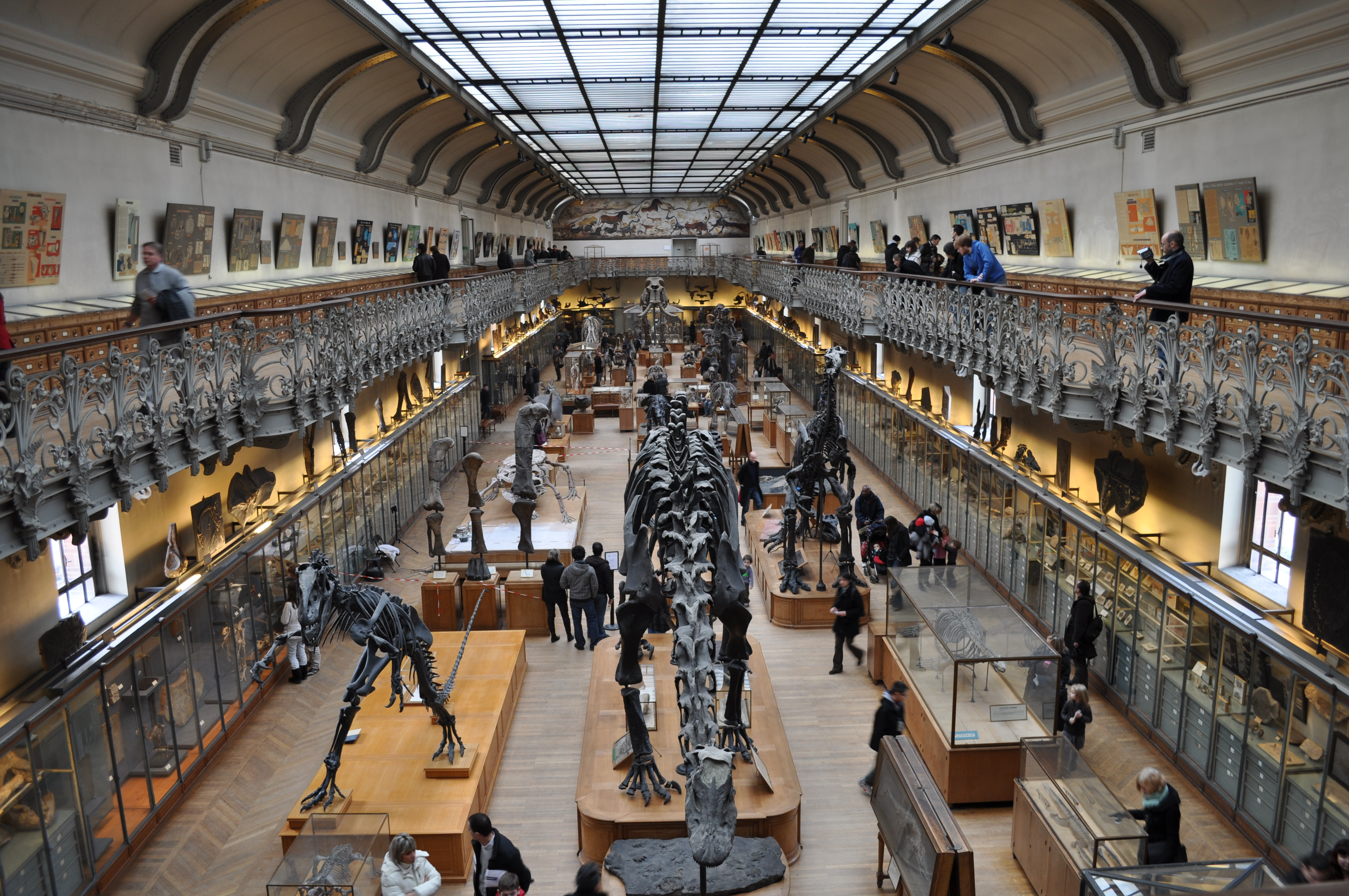
Galleria di Paleontologia e d'Anatomia Comparata

Il budget utilizzato per la produzione del film (girato in Super 35) è stato di circa 30 milioni di euro. Le riprese iniziarono ad agosto 2009 nel cuore di Parigi, presso la Porta di Saint Denis, la Place de la Concorde, la metropolitana Madeleine, la Rue de Rivoli, (il tutto adattato nello stile dei primi anni del XX secolo) ma anche al Palazzo dell'Eliseo e al Palazzo del Louvre.
(Luc Besson)

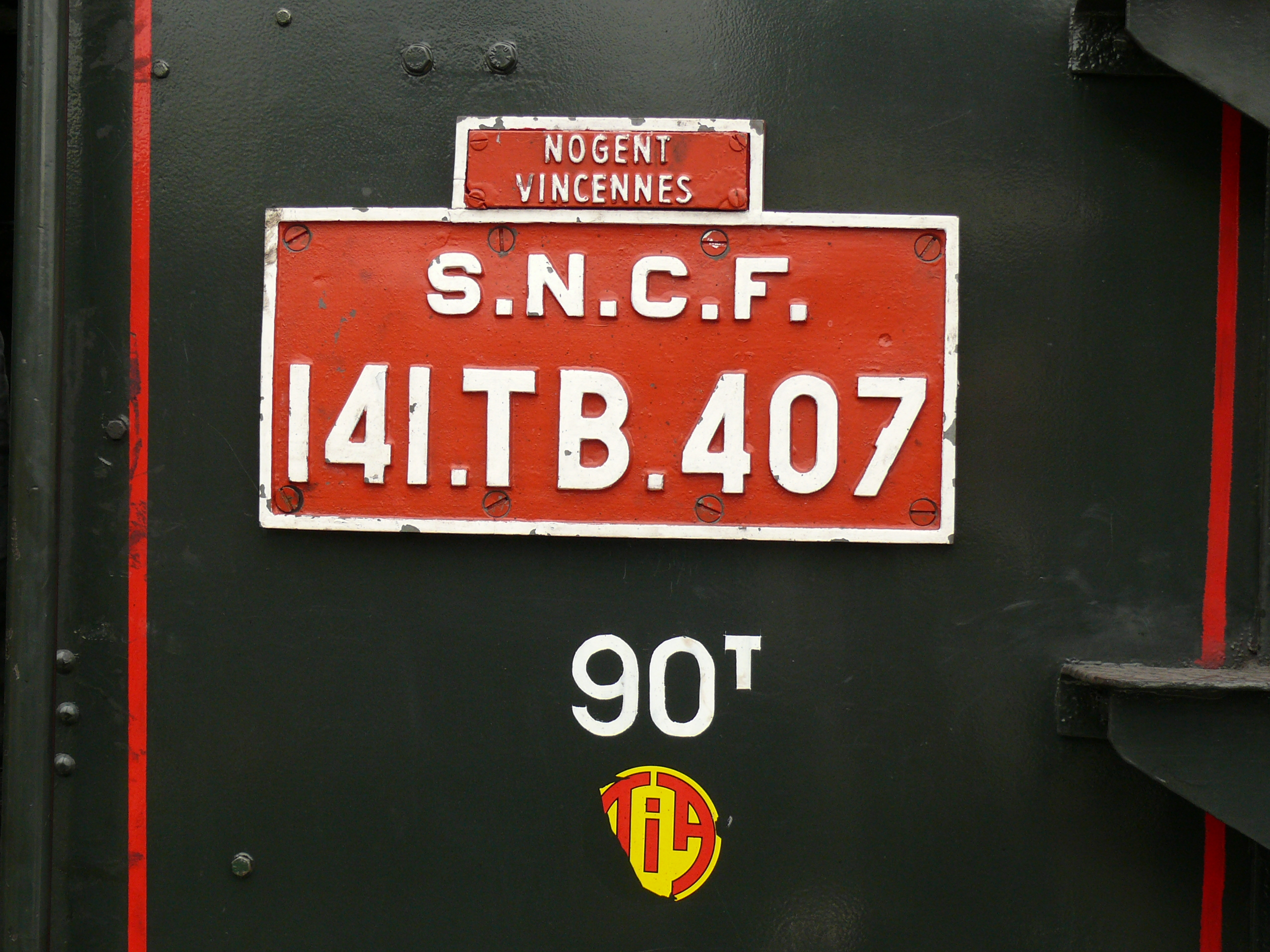
La targa della locomotiva della SNCF

A metà ottobre 2009, il team si riunì presso l'orto botanico Jardin des Plantes, filmando l'interno della Galleria di Paleontologia e d'Anatomia Comparata, e successivamente al Parco zoologico di Parigi. All'inizio di novembre le riprese si svolsero a Mortagne-au-Perche, comune della Bassa Normandia, nonché nello studio cinematografico di Bry-sur-Marne, comune situato nell'Île-de-France.
Una settimana dopo, il team volò in Egitto, più precisamente al Cairo, per immortalare gli scenari naturali dove il personaggio di Adèle Blanc-Sec ha a che fare con la mummia Patmosis, registrando sin dalle sei del mattino prima che i turisti potessero disturbarli. La maggior parte delle scene egiziane, al contrario di quelle parigine, vennero filmate in uno studio dove furono costruiti quasi 800 metri quadrati di scenografie, che richiesero quasi otto mesi di preparazione. Le ultime riprese vennero effettuate alla stazione di Parigi Est, con duecento comparse e una cinquantina di veicoli.
Le riprese del film sono durate diciotto settimane, da agosto a novembre 2009.

## Colonna sonora
La colonna sonora è stata pubblicata per la prima volta su CD Audio dalla Columbia Records il 12 aprile 2010. È stata composta interamente da Éric Serra, eccetto il brano L'Adèle (realizzato ed eseguito da Catherine Ringer) e il brano Adèle Blanc-Sec (scritto ed eseguito da Françoise Kohn).
I vari brani sono interpretati da: Vania Boneva, Louise Bourgoin, Sophie Claisse, Yves Cochois, Sylvie Delaunay, Jean-Michel Ducomb, Thomas Dutronc, Isabelle Escalier, Grzegorz Staskiewicz, Frederic Guieu, Christophe Guiot, Se-Jin Hwang, Jean Yves Carrier Sidoit, Panvrera Lenhert, Chae-Wook Lim, Franck Lopez, Alicia Garcia Munoz, Andrea Nelli, Nicolas Marie, Nicole Dubrovitch, Carole Noizet, Gerard Noizet, Olivier Berg, Paolo Bondi, Catherine Ringer, Robert Catania, Adriana Simon-Dusclaux, Francisco Simonet, Slawomir Szychowiak, Sebastien Surel, Fernando Velasquez, Vincent Menez, Rufeng Xing e Jian-Hong Zhao.

### Tracce
La colonna sonora è composta in totale da 49 brani:
1. L'Adèle - 3:04
2. Hiéroglyphes - 1:38
3. Ferdinand titubant - 0:48
4. Un ptérodactyle est né - 2:49
5. Inspecteur Caponi - 0:39
6. Pétrodak attaque - 0:25
7. Les lettres de Zborowsky - 0:37
8. J comme jardin - 1:03
9. Mehara - 2:00
10. Le tombeau de Patmosis - 3:01
11. La malédiction de Wadjet - 1:09
12. Dieuleveut le maléfique - 2:33
13. Souvenir d'Adèle - 1:37
14. Que fait la police - 0:35
15. Appelez-moi l'Interieur - 1:07
16. L'œuf et les scientifiques - 0:45
17. La becquée - 1:21
18. La valse d'Adèle - 0:50
19. Agathe - 1:38
20. Un étrange invité - 0:37
21. La cellule - 0:28
22. Crapodak à la tour Eiffel - 1:17
23. Nonna - 0:32
24. L'ogre de Garbarie - 0:57
25. Marijo en prison - 1:02
26. Adèle et le président - 0:58
27. Crapodak Nelson et la baballe - 1:01
28. L'art du camouflage - 0:58
29. Ptérolovshak - 1:13
30. Temps mort - 2:59
31. Trukenplum - 1:54
32. Le chemin de la guillotine - 1:57
33. Un petit tour de ptérodactyle - 0:40
34. Justin à la chasse - 0:54
35. Préparation au rituel - 1:27
36. Rituel de résurrection - 3:15
37. Patmosis et coryza - 1:14
38. Ma soeur ma jumelle - 0:51
39. Axidan - 1:46
40. Jeanne et Ferdinand - 0:16
41. Une nuit au Louvre - 2:55
42. Le pharaon et le sac en toile - 1:09
43. Le bal des momies - 2:15
44. Les soeurs Blanc-Sec - 0:51
45. Momies en goguette - 0:50
46. Le bouquet - 0:18
47. La dame au chapeau vert - 0:45
48. Bon voyage mademoiselle Blanc-Sec - 1:13
49. Adèle Blanc-Sec - 4:13

## Distribuzione
La pellicola è stata presentata per la prima volta al Festival internazionale del cinema fantastico di Bruxelles il 9 aprile 2010. Il 14 aprile il film è uscito nelle sale cinematografiche di Francia, Belgio e Svizzera. Nel mese di giugno ha partecipato anche allo Shanghai International Film Festival. In Italia è stato distribuito da Medusa Film a partire dal 15 ottobre 2010; il doppiaggio è stato effettuato presso la Pumais Due e diretto da Fiamma Izzo, che ne ha anche adattato i dialoghi.

## Accoglienza

### Incassi
In Francia il film ha avuto 1 581 193 spettatori. In totale gli incassi ammontano a 34604339 $ (dei quali 13331416 $ in Francia).

### Critica
Sull'aggregatore Rotten Tomatoes il film è stato promosso col 85% e un voto medio di 6,1 su 10, basato su 26 recensioni. Il giudizio generale del sito, facendo un paragone con la filatura, recita: «Adèle e l'enigma del faraone è un'avventura con un filato in stile "vecchia scuola", una conocchia europea e un avvolgimento generalmente molto delizioso».
Jean-Marc Lalanne di Les Inrockuptibles ha affermato che il film, nonostante il budget colossale con il quale è stato realizzato, «ha la stessa leggerezza e fascino di un piccolo episodio di una serie televisiva degli anni 60/70», elogiando anche la dimensione comica della trama, spiegando come Luc Besson sia riuscito a proporre qualcosa di nuovo rispetto al solito. Anche Aurélien Ferenczi di Télérama ha espresso un giudizio positivo sul lato umoristico del film, pur criticando la scarsa qualità dei dialoghi. Anche altre testate quali Le Monde, Le Parisien e Têtu, criticano quest'ultimo aspetto, definendo i dialoghi il «tallone d'Achille» del film e affermando che questo è un problema di Besson sin dal suo esordio.
Oliver Delcroix di Le Figaro ha definito il film divertente, ma ha anche evidenziato come tenda a seguire le ricette dei blockbuster hollywoodiani. Jordan Mintzer di Variety ha definito il film «un raffinato adattamento a fumetti» e ha elogiato l'interpretazione di Louise Bourgoin nei panni di Adèle, tuttavia lamentando il fatto che il lavoro di Besson è irregolare e suggerendo che il regista trarrebbe beneficio da un minor controllo (considerato eccessivo) sulle sue opere e da nuove collaborazioni, oltre che da una "sforbiciata" per il terzo atto troppo lungo. Angie Errigo di Empire ha dato al film 4 stelle, elogiando in particolare la fotografia, il senso d'avventura e l'umorismo, proclamando che «Besson è tornato».

## Riconoscimenti
- 2011 - Premio César[27]
  - Migliore scenografia a Hugues Tissandier
  - Candidatura per i migliori costumi a Oliver Bériot
- 2011 - Festival internazionale del cinema di Porto[28]
  - Premio del pubblico al miglior film